# Église Saint-Jacques-le-Majeur d'Issy-l'Évêque
L'église Saint-Jacques-le-Majeur d'Issy-l'Évêque est une église située sur le territoire de la commune de Issy-l'Évêque dans le département français de Saône-et-Loire et la région Bourgogne-Franche-Comté.

## Historique
La date de construction de l'église est incertaine. G. Valat, dans son étude sur Issy-l’Évêque, la date du XIIe siècle. Elle serait construite sur une chapelle préexistante, à l’initiative des évêques d’Autun. Le cimetière ne fut créé qu’au XVIIe siècle. L'église a fat l’objet de travaux à plusieurs reprises : en 1815 (face nord et clocher), en 1853 (combles, nef), en 1874 (porche).

## Protection
Elle fait l'objet d'un classement au titre des monuments historiques depuis un arrêté du 31 octobre 1912.

## Description
L’église, bâtie en grès sombre, possède une nef de six travées, avec des collatéraux . Trois absidioles s’ouvrent sur la nef (il n’y a pas de transept). Elle mesure 45 mètres de long sur 14,45 m de large. Chaque travée est éclairée par deux fenêtres. Le style de l’église est celui de l’architecture romane bourguignonne, de la fin de la période romane. Le clocher, carré, s’élève au dessus de la première travée de la net. Le porche occidental est de la fin du XIXe siècle. 
À l'intérieur, au centre du chœur, le maître-autel a été installé en 1968 : il est en pierre de Corton (de même que le dallage, refait à la même époque). Le dessin de cet autel et ses motifs décoratifs ont été réalisés par Michel Bouillot.

## Culte
Édifice consacré du diocèse d'Autun relevant de la paroisse du Bon-Pasteur (siège à Toulon-sur-Arroux) – qui en est affectataire au titre de la loi de 1905 –, l'église d'Issy-l'Évêque est, plusieurs siècles après sa construction, un lieu de culte catholique. 